# Річард Аллен (хокеїст на траві)
Річард Аллен (4 червня 1902 — 1969) — індійський хокеїст на траві.
Олімпійський чемпіон 1928, 1932, 1936 років.